# Propaan-1,2-diol
Propaan-1,2-diol, soms ook propyleenglycol genoemd, is een diol, een organische verbinding gekenmerkt door de aanwezigheid van twee hydroxylgroepen. Het komt bij kamertemperatuur als een vloeistof voor, die reukloos, hygroscopisch en viskeus is. Het kan goed in andere vloeistoffen oplossen, zoals in water, aceton en chloroform.
Propaan-1,2-diol wordt door de Wereldgezondheidsorganisatie bij lage concentratie als niet-toxisch gezien en mag gebruikt worden in voeding, cosmetica en geneesmiddelen. Het E-nummer van propyleenglycol is E1520.
Propaan-1,3-diol heeft dezelfde molecuulformule en verschilt in de structuurformule alleen van propaan-1,2-diol in de plaats waar het hydroxylgroepen een binding met de alkylgroep hebben.

## Synthese
De hydrolyse van propeenoxide is de meest gebruikte industriële productiemethode voor propaan-1,2-diol. De reactie vindt plaats bij hoge temperatuur, tussen 200 en 220 °C, zonder gebruik te maken van een katalysator, of bij lagere temperaturen, tussen 150 en 180 °C, met gebruik van een katalysator, zoals een ionenwisselaarhars of een kleine hoeveelheid zwavelzuur of base.
{\displaystyle {\ce {C3H6O + H2O -> C3H8O2}}}
Propaan-1,2-diol kan ook door omzetting van glycerol met behulp van diwaterstof worden bereid. 
{\displaystyle {\ce {C3H8O3 + H2 -> C3H8O2 + H2O}}}
Behalve propyleenglycol wordt ook 1,2-ethaandiol gevormd. Glycerine kan uit hernieuwbare grondstoffen worden gewonnen, het is een nevenproduct bij de productie van biodiesel.

## Toepassingen
Toepassingen van propaan-1,2-diol zijn onder andere:
- in voeding en cosmetica om vocht vast te houden vanwege de hygroscopische eigenschappen
- als niet-toxisch antivriesproduct in brouwerijen en zuivelbedrijven
- als een oplosmiddel voor kleur- en smaakstoffen
- als diergeneesmiddel tegen acetonemie
- als rookvloeistof in rookmachines
- als basis voor de vloeistof die wordt gebruikt in de e-sigaret
- in zelfdichtende binnenbanden voor fietsen
- fractie van de vloeistof in geothermische warmtepompen als antivriesmiddel met beperkte toxische eigenschappen